# 多梅伊科冰川
多梅伊科冰川（波蘭語：Lodowiec Domeyki）是南極洲的冰川，位於南設得蘭群島的喬治王島，最終注入阿德默勒爾蒂灣的麥凱勒灣，在1980年由波蘭探險家命名，現時由南極條約體系管理。